# A Double Reward
Pour plus de détails, voir Fiche technique et Distribution.
A Double Reward est un film muet américain réalisé par Thomas H. Ince et sorti en 1912.

## Fiche technique
- Titre : A Double Reward
- Réalisation : Thomas H. Ince
- Producteur : Thomas H. Ince
- Société de production : Broncho Film Company
- Société de distribution : Mutual Film
- Genre : Western
- Durée : 10 minutes
- Dates de sortie : 
  - États-Unis : 11 décembre 1912

## Distribution
- Francis Ford : Jack Williams
- Edna Maison : Nellie Wayne
- Walter Edwards : Mr. Wayne